# Французька Західна Африка
Французька Західна Африка (фр. Afrique Occidentale Française) — колоніальне володіння Франції на північному заході Африки у 1895—1958 рр. До складу Французької Західної Африки входили Берег Слонової Кістки (Кот-д'Івуар), Верхня Вольта (Буркіна-Фасо), Дагомея (Бенін), Мавританія, Нігер, Сенегал, Французький Судан (Малі).

## Історія
Французька Західна Африка сформувалася з окремих прибережних колоній, які французи захопили у XVII–XVIII ст. як торговельні факторії. У 1880-х та 1890-х рр. Франція взяла участь у колоніальному розподілі Африки, в цей час вони завоювали велику кількість внутрішніх районів, котрі або приєднувалися до колонії Сенегал, або визнавалися незалежними суб'єктами, в котрих знаходилась французька армія. Наприкінці 1890-х рр. французький уряд почав розширювати владу на місцях, і передав усі території на захід від Габону сенегальському губернатору, котрий підпорядковувався міністру Заморських справ. У 1895 році була введена посада генерал-губернатора, а в 1904 р. ці території було названо Французька Західна Африка.
Після Другої світової війни Франція стала розширювати політичні права своїх колоній. У 1946 р. Законом Ламіна Гейе надані деякі обмежені права на громадянство вихідцям з африканських колоній. У 1956 році законом Кадре було створено всенародно обираємі територіальні збори, котрим надавалися консультативні права. Французьку Імперію було перейменовано у Французький Союз. У конституції Французької П'ятої Республіки від 1958 року знову змінилася структура колоній від союзу до спільноти. Усі колонії за винятком Гвінеї проголосували за те, щоб залишитися в новій структурі, в той час як гвінейці проголосували за незалежність. У 1960 році після провалу в Індокитайській війні та напруженості в Алжирі, Франція видає нову редакцію конституції, за якою дозволила в односторонньому порядку власним колоніям змінювати свої конституції. З'явлися нові держави. Сенегал та Французький Судан стали Федерацією Малі (1960—1961), а Кот-д'Івуар, Нігер, Верхня Вольта і Дагомея згодом утворили недовговічний союз Сахе-Бенін, котрий пізніше став Радою Взаємодії.